# 효종어전희우시회인물도
효종어전희우시회인물도(孝宗御前喜雨詩會人物圖)는 대한민국 대구광역시 달성군 가창면 대일리에 있는 조선시대의 인물도이다. 1995년 5월 12일 대구광역시의 유형문화재 제33호로 지정되었다.

## 개요
시를 짓고 있는 사람들의 광경을 그린 인물도이다.
조선 효종 4년(1653) 가뭄이 오래 계속되어 왕이 친히 기우제를 지내니 단비가 내렸다. 이를 기념하고자 13인의 홍문관 옥서신을 불러 모아놓고 ‘희우(喜雨:비가 내리니 기쁘다)’라는 제목으로 시제를 정하여 시를 짓게 하였다. 서변이라는 사람이 이 모임에서 장원을 하여 마안 1부, 호피 1령, 호초 5근을 하사품으로 받았다.
이 그림은 이러한 기록과 함께 그 광경을 한폭의 그림으로 나타낸 것으로, 크기는 가로 63cm, 세로 57.4cm이다.
그림의 필자는 알려지지 않았으나, 당시 이름난 화가였거나, 홍문관에서 일했고 문인화가이기도 했던 김휘가 아닌가 추측된다. 채색화로서 인물과 문방구 등을 섬세하게 묘사하였으며, 격조 높은 화풍은 조선 중기의 인물화 연구에 귀중한 자료가 된다.

## 참고 자료
- 효종어전희우시회인물도 - 국가유산청 국가유산포털